# Kjell Scherpen
Kjell Scherpen (nascut el 23 de gener de 2000) és un futbolista professional neerlandès que juga com a porter per l'Sturm Graz, cedit pel Brighton & Hove Albion FC.

## Carrera internacional
Ha jugat amb els Països Baixos sub-19.